# Pervomaïskoïe (village, Moscou)
Pervomaïskoïe (russe : Первомайское, litt. « du Premier Mai ») est un village russe faisant partie du district administratif de Troïtsk dans les limites méridionales de la Nouvelle Moscou. la population du village atteignait 1 410 habitants en 2005. Il se trouve au nord-ouest du centre administratif de la municipalité de Peromaïskoïé, Ptitchnoïé. Avant le 1er juillet 2012, le village faisait partie du raïon de Naro-Fominsk de l'oblast de Moscou.

## Population
- 2002: 1 383 habitants
- 2006: 1 410 habitants
- 2010: 1 292 habitants

## Histoire
Le village est connu depuis le XIVe siècle sous le nom de Nikolskoïé et il est mentionné dans la charte spirituelle d'Ivan Kalita en 1339. Il doit son nom au monastère Saint-Nicolas qui s'y trouvait autrefois. Au XVIIe siècle, le village est en possession du sournois Fiodor Rtichtchev (1626-1673) qui supprime le monastère. En 1709, son petit-fils Vassili fait construire une église de pierre dédiée à la Descente du Saint Esprit, qui subsiste de nos jours. Plus tard, la propriété appartient à la famille Moussine-Pouchkine. C'est dans l'ancien manoir des Rtichtchev qu'a lieu en 1928 le VIe Congrès du parti communiste chinois. Dans les années 1920, l'usine d'élevage du Premier Mai commence son activité et donne plus tard son nouveau nom au village. Le Centre culturel chinois commence la restauration du manoir à partir de 2015 à ses frais et y installe dans certaines pièces un petit musée consacré à ce congrès de 1928.

## Galerie

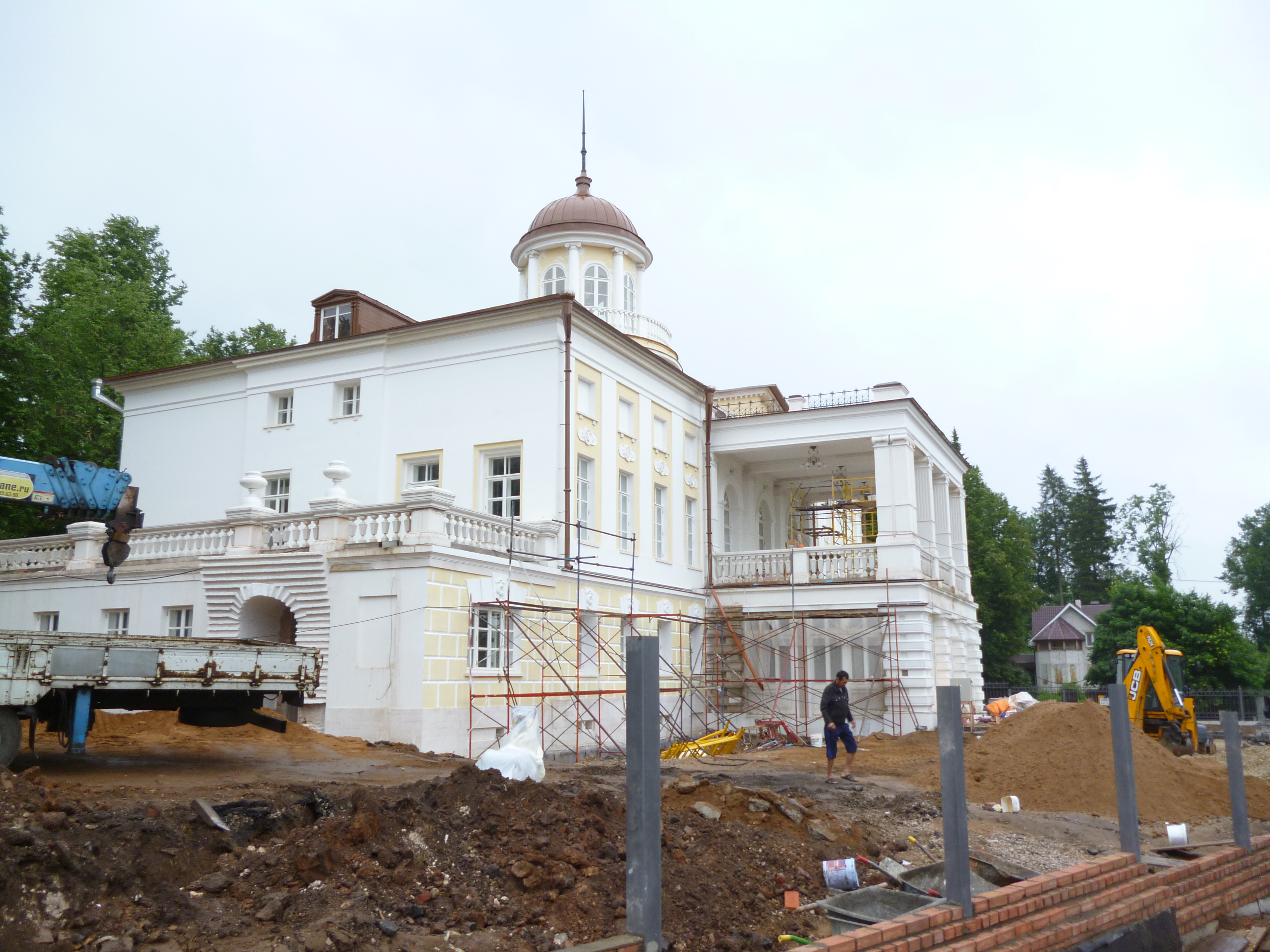
Le manoir
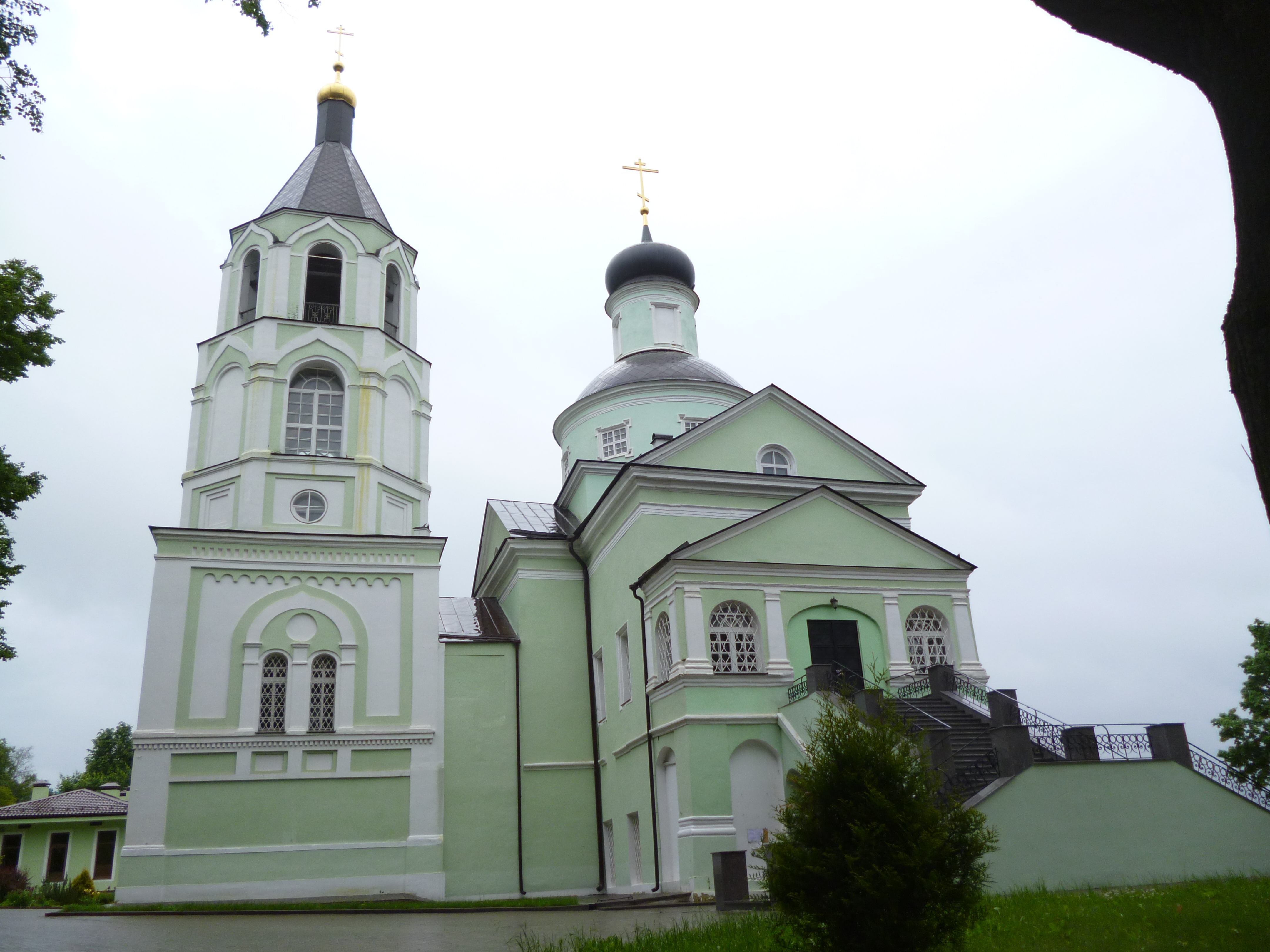
L'église du Saint-Esprit.
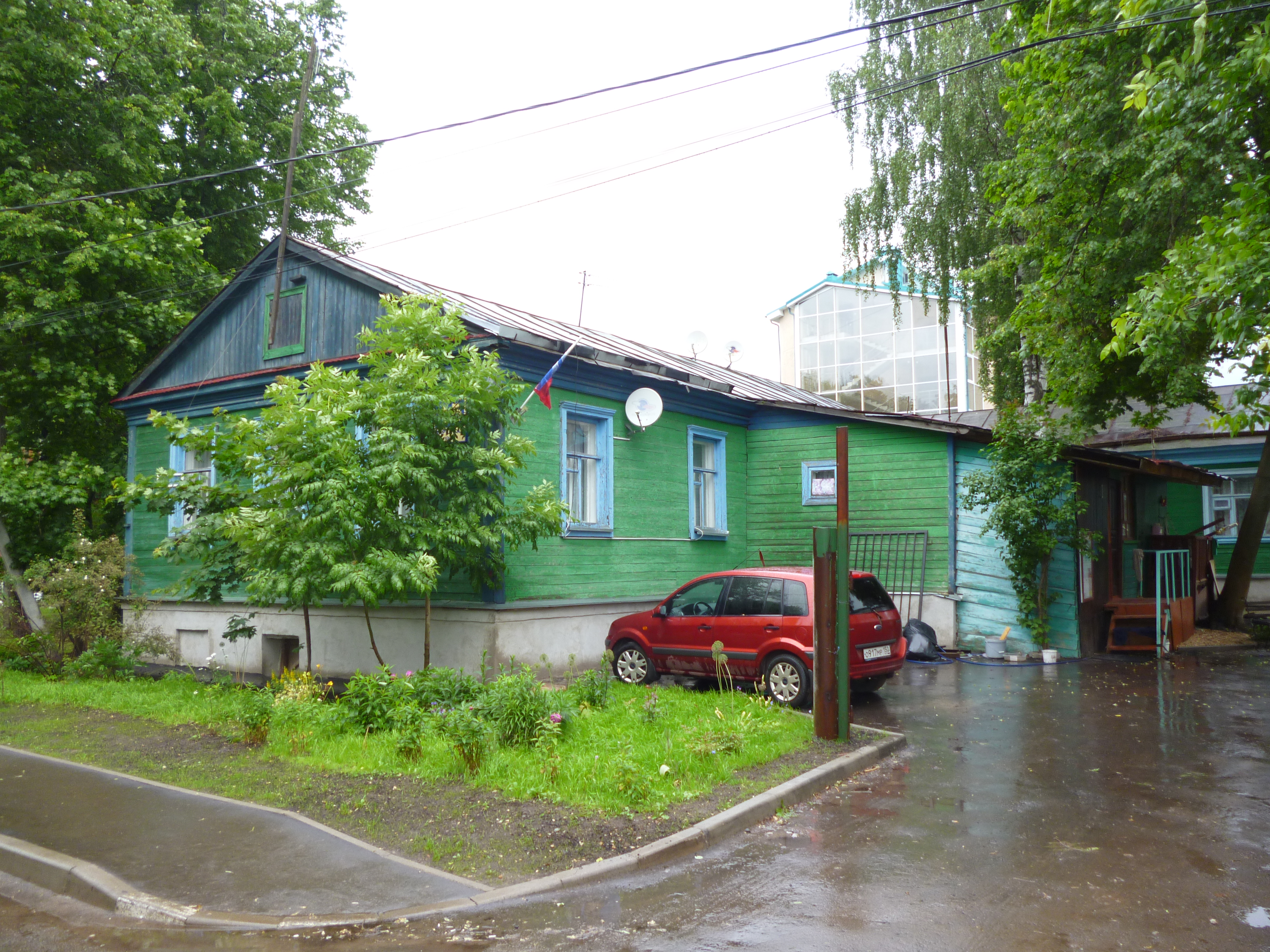
L'une des maisons du village.